# 雙斑擬花鮨
雙斑擬花鮨，又稱雙斑擬花鱸，為輻鰭魚綱鱸形目鱸亞目鮨科的其中一種，分布於印度西太平洋區，包括東非、馬爾地夫及印尼海域，棲息深度10-60公尺，體長可達14公分，生活在深水礁坡，為底棲性魚類，成小群活動，屬肉食性，可作為觀賞魚。

## 擴展閱讀
維基物種上的相關：雙斑擬花鮨